# Costus comosus
Costus comosus är en enhjärtbladig växtart som först beskrevs av Nikolaus Joseph von Jacquin, och fick sitt nu gällande namn av William Roscoe. Costus comosus ingår i släktet Costus och familjen Costaceae.

## Underarter
Arten delas in i följande underarter:
- C. c. bakeri
- C. c. comosus

## Bildgalleri

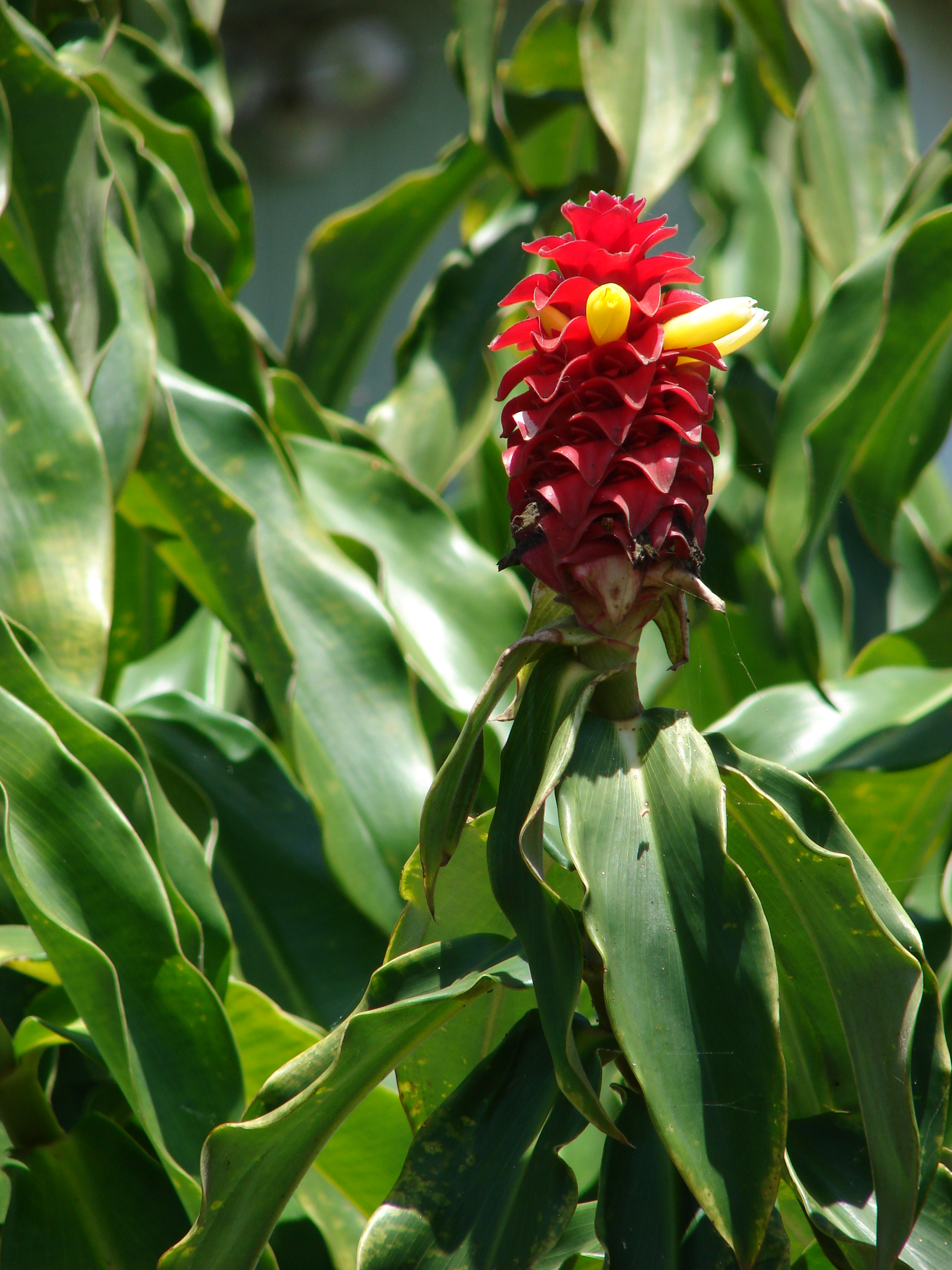
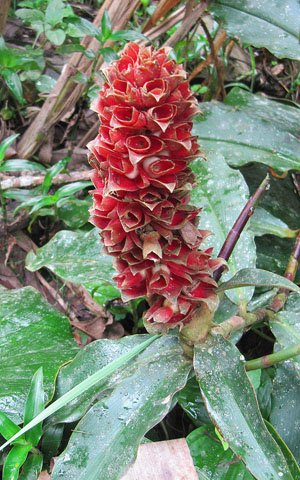
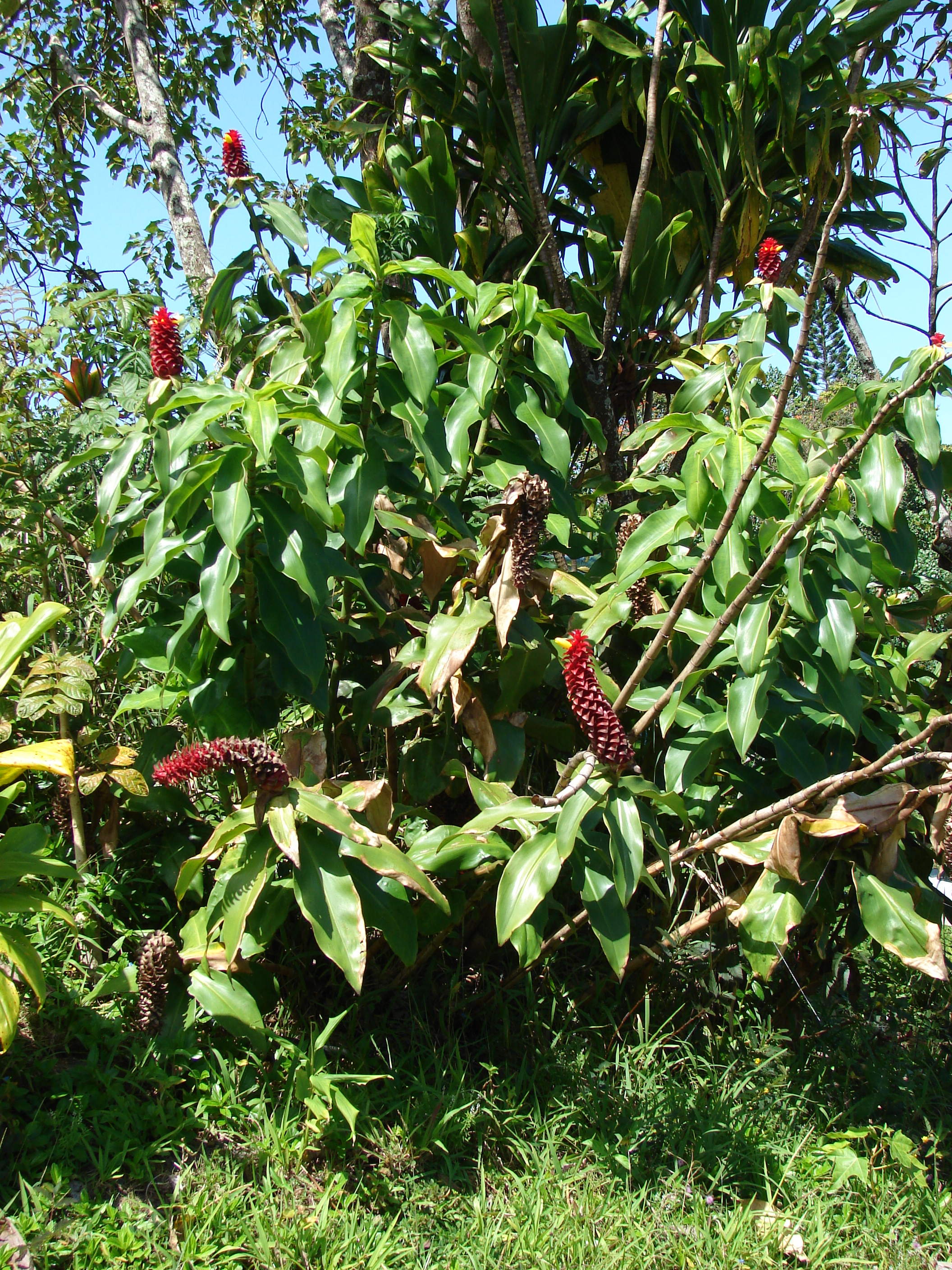
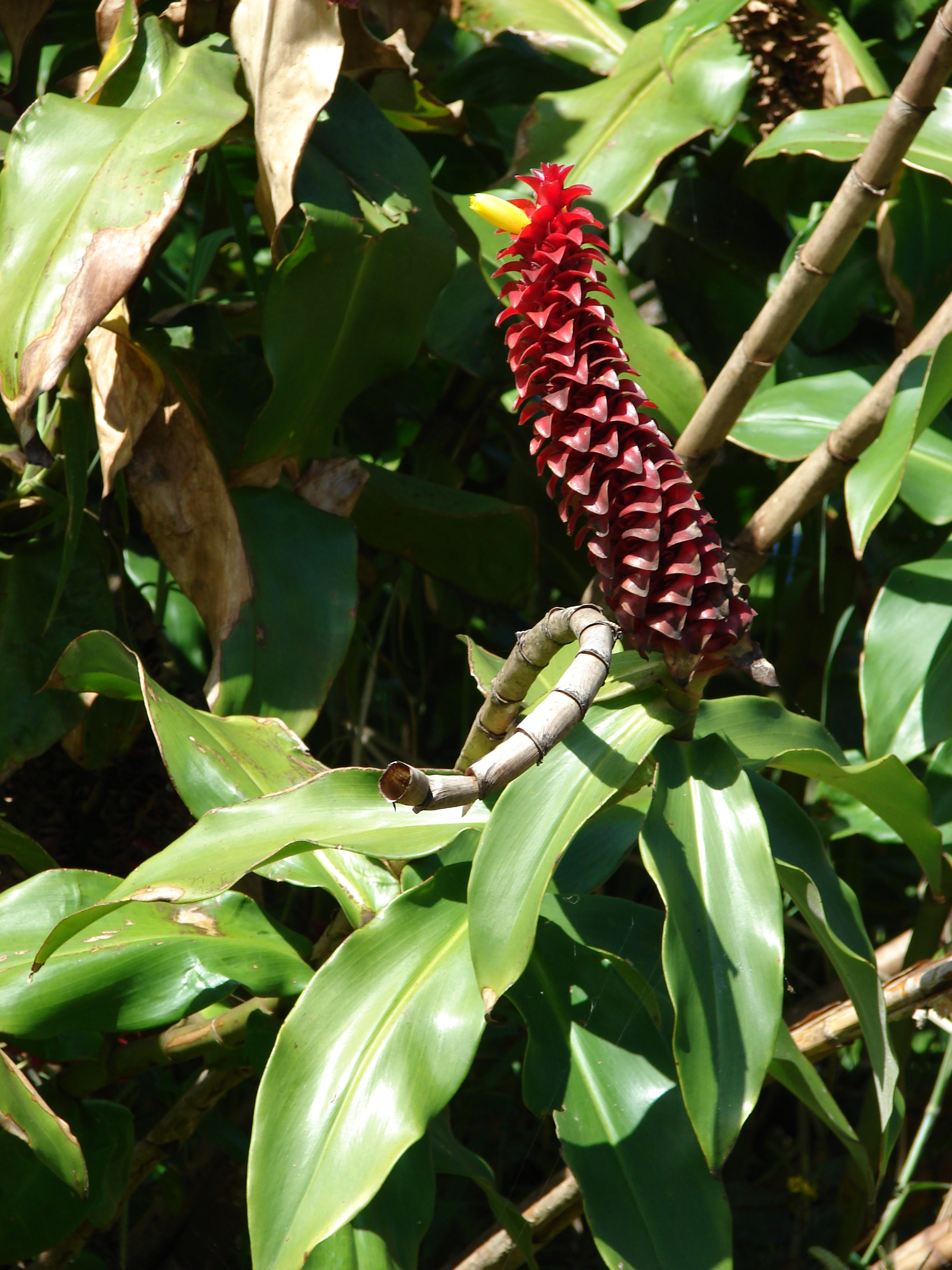